# The Bones (Kurzfilm)
The Bones ist ein chilenischer Stop-Motion-Film von Joaquín Cociña und Cristóbal León aus dem Jahr 2021.

## Handlung
Der Film ist mit einem spanischen Text zu Beginn und am Ende in einen fiktiven Rahmen eingebettet. So wird in Texttafeln behauptet, es handele sich um den verschollen geglaubten ersten Stop-Motion-Film Chiles, der nun wiederentdeckt und zum ersten Mal gezeigt werden. Angeblich soll er aus dem Jahr 1901 stammen und wurde bei Grabungen 2023 entdeckt.
Gezeigt wird eine Art Puppentheater, in dessen Mittelpunkt eine Hexe, vermutlich Constanza Nordenflycht steht. Dies setzt Kenntnisse der chilenischen Geschichte heraus. Nordenflycht wurde mit 15 Jahren an Diego Portales Palazuelos versprochen, von diesem aber verstoßen als sie schwanger wurde und zwar insgesamt drei Mal.
Die Hexe erweckt nun die Knochen von Diego Portales Palazuelos und Jaime Guzmán, einem weiteren chilenischen Politiker zum Leben und stellt im Stile eines Danse Macabre allerhand Makabres mit diesen an. Anschließend spielt sie sie als Marionetten. Am Ende lässt sie Guzmán die Ehe annullieren und Portales sowie Constanza tilgen ihre Unterschrift. Anschließend werden Palazuelos und Guzmán verbannt.

## Hintergrund
Der Film wurde im Stop-Motion-Verfahren animiert und mit Klaviermusik unterlegt, der an einen Stummfilm erinnern soll. Der Film ist außerdem schwarz-weiß mit zahlreichen Bildstörungen versehen. Hintergrund des Filmes sind die Ereignisse des Jahres 2021 als Chile eine neue Verfassung bekommen sollte. Diego Portales und Jaime Guzmán wurden gewählt, da es sich bei ihnen um entscheidende Figuren in der Errichtung des autoritären und oligarchischen Chiles handelte.

## Auszeichnungen
Der Film wurde mehrfach ausgezeichnet. Unter andere, erhielt er 2021 beim Sitges Festival Internacional de Cinema Fantàstic de Catalunya den Preis als bester Kurzfilm. Bei den Internationalen Filmfestspielen von Venedig wurde der Film ebenfalls als bester Kurzfilm ausgezeichnet.
| Preis                                                                 | Jahr | Kategorie                                     | Resultat  | Nachweis |
| --------------------------------------------------------------------- | ---- | --------------------------------------------- | --------- | -------- |
| Sitges Festival Internacional de Cinema Fantàstic de Catalunya        | 2021 | Bester Kurzfilm                               | Gewonnen  | [ 3 ]    |
| Festival Internacional de Cine en Guadalajara                         | 2021 | Bester animierter Kurzfilm                    | Gewonnen  | [ 3 ]    |
| Hong Kong International Film Festival                                 | 2021 | Golden Firebird Award für den besten Kurzfilm | Nominiert | [ 3 ]    |
| Hong Kong International Film Festival                                 | 2021 | Jurypreis für den besten Kurzfilm             | Gewonnen  | [ 3 ]    |
| Festival du nouveau cinéma                                            | 2021 | Kurzfilmpreis                                 | Nominiert | [ 3 ]    |
| Internationales Leipziger Festival für Dokumentar- und Animationsfilm | 2021 | Internationaler Wettbewerb Animationsfilm     | Nominiert | [ 3 ]    |
| Internationales Leipziger Festival für Dokumentar- und Animationsfilm | 2021 | Mephisto 97.6 Zuschauerpreis                  | Nominiert | [ 3 ]    |
| Festival Internacional de Cine de Mar del Plata                       | 2021 | Bester lateinamerikanischer Kurzfilm          | Nominiert | [ 3 ]    |
| Internationales Filmfestival von Stockholm                            | 2021 | Bronzenes Pferd: Bester Kurzfilm              | Nominiert | [ 3 ]    |
| Internationale Filmfestspiele von Venedig                             | 2021 | Horizons Award: Bester Kurzfilm               | Gewonnen  | [ 3 ]    |
| Curtas Vila do Conde                                                  | 2022 | Großer Preis Internationaler Wettbewerb       | Nominiert | [ 3 ]    |
| Córdoba International Animation Festival – ANIMA                      | 2022 | Lateinamerikanischer Wettbewerb               | Gewonnen  | [ 3 ]    |